# Đài thiên văn Tadeusz Banachiewicz trên Lubomir
Đài thiên văn Tadeusz Banachiewicz trên Lubomir - một đài quan sát thiên văn được đưa vào sử dụng vào năm 2007 trên đỉnh núi Lubomir gần làng Węglówka, trong đô thị Wiśniowa, ở đảo Beskid, Ba Lan. Được xây dựng tại địa điểm của đài quan sát trước chiến tranh, nhờ vào sáng kiến của thị trưởng Winiowa, Julian Murzyn. Nó được thành lập nhờ sự hợp tác với các trung tâm thiên văn đại học hàng đầu ở Ba Lan. Như một dự án "Tái thiết của Đài quan sát thiên văn trước chiến tranh - Thị trấn sao của Lubomir" được đồng tài trợ theo Chương trình hoạt động khu vực tích hợp, từ Quỹ phát triển khu vực châu Âu, ngân sách nhà nước và ngân sách địa phương.

## Lịch sử
Ngay sau khi đảm nhiệm chức vụ giám đốc Đài thiên văn Cracow năm 1919, giáo sư Tadeusz Banachiewicz đã nảy ra ý tưởng xây dựng một trạm quan sát gần đó. Đỉnh Lubomir đã được chọn (sau đó - cho đến năm 1932 - được gọi là Łysina) nhờ cách không xa Krakow (33 km), thời tiết tốt về mặt thống kê và không có nguồn ô nhiễm không khí và ánh sáng ở khu vực lân cận.
Chủ sở hữu của khu vực, Hoàng tử Kazimierz Lubomirski, đã hiến 10 ha rừng trên đỉnh núi và một nhà nghỉ của người đi rừng cho đài quan sát. Việc xây dựng được hoàn thành vào năm 1922 và đài quan sát được đưa vào hoạt động vào ngày 2 tháng 6 cùng năm. Người điều hành đầu đầu tiên của nó là Jan Gadomski.
Ban đầu, đài được trang bị hai kính viễn vọng: đường kính 135 mm và đường kính 76 mm. Ngoài ra còn có một trạm khí tượng. Không có điện hoặc điện thoại trong đài quan sát. Trong những năm tiếp theo, một kính thiên văn khác, đường kính 115 mm, đã được lắp đặt.
Trong số các nhà thiên văn học nổi tiếng người Ba Lan, trong đài quan sát Lubomir, ngoài Jan Gadomski -còn có những nhà khoa học làm việc như: Lucjan Orkisz, Jan Mergentaler, Rozalia Szafraniec, Kazimierz Kordylewski và Fryderyk Koebcke.

### Những khám phá quan trọng trước chiến tranh
- phát hiện sao chổi C / 1925 G1 (Orkisz) của Lucjan Orkisz (ngày 3 tháng 4 năm 1925) - đây là sao chổi đầu tiên được phát hiện bởi một người Ba Lan;
- phát hiện sao chổi C / 1936 O1 (Kaho-Kozik-Lis) của Władysław Lis (nhân viên kinh tế của đài thiên văn) (17 tháng 7 năm 1936)

### Phá hủy trong chiến tranh
Vào ngày 15 tháng 9 năm 1944, đài quan sát đã bị người Đức đốt cháy. Các thiết bị đã bị tịch thu. Chỉ còn nền móng, mà theo thời gian dần biến thành một phần của khu rừng.

## Ngày nay
Vào ngày 22 tháng 3 năm 2003, Ủy ban Tái thiết của Đài quan sát Thiên văn trên Lubomir đã được thành lập. Chủ tịch của ủy ban là Julian Murzyn, người đứng đầu thành phố Wiśniowa, và là chủ tịch của nhóm chương trình của giáo sư, tiến sĩ Jerzy Kreiner, nhà thiên văn học, giám đốc Viện Vật lý tại Đại học Sư phạm Ủy ban Giáo dục Quốc gia tại Krakow.
Vào ngày 15 tháng 4 năm 2005, một đơn xin đồng tài trợ cho việc tái thiết Đài quan sát Thiên văn đã được đệ trình như một phần của dự án "Tái thiết Đài quan sát Thiên văn trước chiến tranh - Thị trấn sao của Lubomir". Vào ngày 27 tháng 12 năm 2005, Hội đồng tỉnh Małopolska đã thông qua một nghị quyết về việc đồng tài trợ cho việc xây dựng đài quan sát. Nhà thầu chính cho các công trình là Budostal -5 SA tại Kraków.
Ngày 17 tháng 7 năm 2006 - nhân kỷ niệm 70 năm ngày phát hiện ra sao chổi thứ hai của Władysław Lis - viên đá đầu tiên cho việc xây dựng đã được đặt. Vào ngày 18 tháng 4 năm 2007, một nghị quyết đã được thông qua để đặt cho Đài quan sát tên Tadeusz Banachiewicz. Khai trương chính thức Đài thiên văn Tadeusz Banachiewicz diễn ra vào ngày 6 tháng 10 năm 2007 .
Thành phố Wiśniowa đã ký kết thỏa thuận hợp tác với:
- Trung tâm thiên văn học của Đại học Nicolaus Copernicus ở Toruń,
- Đài quan sát thiên văn của Đại học Jagiellonia ở Krakow,
- Khoa thiên văn của trường đại học sư phạm Ủy ban Giáo dục Quốc gia tại Krakow.

Sự hợp tác này là cơ sở của đài quan sát.
Đài quan sát được trang bị:
- kính thiên văn hoàn toàn tự động với đường kính 43,2 cm f / 6,7 trong vòm 5 m, GM4000QCI 10 micron;
- Máy ảnh Schmidt hoàn toàn tự động với đường kính gương 35 cm (đường kính của bảng hiệu chỉnh - 30 cm và tiêu cự - 72 cm, ánh sáng - f / 2.4) trong một vòm có đường kính 3 m;
- Kính thiên văn Schmidt-Cassegrain có đường kính gương và bảng hiệu chỉnh 35,6 cm và tiêu cự 391 cm (ánh sáng - f / 11);
- một kính thiên văn Schmidt-Cassegrain có đường kính gương 20 cm và tiêu cự 203 cm;
- kính thiên văn có đường kính thấu kính 12 cm và tiêu cự 90 cm (f / 7.5),
- kính thiên văn có đường kính 8 cm và tiêu cự 48 cm (f / 6);
- kính thiên văn Coronado SolarMax 60 (ống kính có đường kính 6 cm) 0,5 Å của dải thông, mà truyền chỉ bức xạ trong dải phát xạ của hydro, chỉ được sử dụng cho mặt trời.

Đài thiên văn Lubomir là đài quan sát duy nhất ở Ba Lan liên tục mở cửa cho du khách. Từ giữa tháng sáu đến giữa tháng chín, đài quan sát có thể được tham quan từ thứ năm đến chủ nhật, từ 12:00 đến 18:00. Vào buổi tối (mùa xuân, mùa hè và mùa thu), các chương trình nghệ thuật thiên văn được trình diễn. Người đứng đầu hiện tại của đài thiên văn là Marcin Cikała .